# Haworthia marumiana
Haworthia marumiana es una especie de planta suculenta perteneciente a la familia Xanthorrhoeaceae. Es originaria de Sudáfrica.

## Descripción
Es una planta suculenta perennifolia que alcanza un tamaño de 2 a 20 cm de altura. Se encuentra a una altitud de hasta 1000 metros en Sudáfrica.

## Taxonomía
Haworthia marumiana fue descrita por  Antonius Josephus Adrianus Uitewaal y publicado en Cact. & Vetpl. 6: 33, en el año 1940.
Variedades aceptadas
- Haworthia marumiana var. archeri (W.F.Barker ex M.B.Bayer) M.B.Bayer
- Haworthia marumiana var. batesiana (Uitewaal) M.B.Bayer
- Haworthia marumiana var. dimorpha (M.B.Bayer) M.B.Bayer

Sinonimia
- Haworthia arachnoidea var. marumiana (Uitewaal) Halda[4]